# صن إستوديو (برمجيات)
صن ستوديو (بالإنجليزية: Sun Studio) باقة مترجم صن مايكروسيستمز المنتج الرئيسي لتطوير البرمجيات لينكس ، وسولاريس برمجيات صن ستوديو توفر مترجمات سي، سي + + ، فورتران، بالإضافة إالى المكتبات، وتحليل الأداء، وأدوات التصحيح لنظام التشغيل سولاريس على سبارك، وسولاريس ومنصات لينكس على x86/x64 ، بما في ذلك الأنظمة متعددة النوى.

## وصلات خارجية
- صن ستوديو صفحة على شبكة مطوري صن
- أدوات لطيفة -- جي سي سي للنظام سبارك نسخة محفوظة 14 ديسمبر 2007 على موقع واي باك مشين.
- منتديات صن ستوديو نسخة محفوظة 23 يونيو 2008 على موقع واي باك مشين.
- مطور خدمات الدعم من شركة صن مايكروسيستمز
- صن ستوديو صفحات ويكي
- صن ستوديو تاريخ الإصدار
- وثائق المنتج الحالية
- الوثائق حسب الموضوع